# Gramàtica del tamazic
El tamazic de l'Atles Central, també conegut senzillament com a tamazic, pertany a la branca amaziga septentrional de les llengües amazigues. Com a membre de la família afroasiàtica, la gramàtica del tamazic de l'Atles Central comparteix amb aquestes llengües un sistema amb dos gèneres (tawsit), una tipologia VSO, l'existència de consonants emfàtiques (realitzades en tamazic per velarització) i una morfologia templàtica o discontínua.
El tamazic és una llengua amb una clara distinció verbo-nominal, és a dir entre verbs i substantius, amb els adjectius funcionant com un subgrup dels verbs.

## Substantius
Els substantius poden ser masculins o femenins i singulars o plurals. La definició no és marcada (tot i que molts préstecs de l'àrab contenen el que originalment era l'article definit àrab).

### Masculí i femení
El masculí singular pren el prefix /a-/ i el plural /i-/, mentre que el femení es caracteritza pel circumfix /t(a)...t(ː)/, en singular, i /t(i)...(in/t)/, en plural.
Exemples:
/axam/ - /ixamn/ ‘tenda gran’ - ‘tendes grans' (m)
/amaziɣ/ - /imaziɣn/ ‘amazic’ - ‘amazics' (m)
/taxamt/ - /tixamin/ 'tenda' - tendes (f)
/tafunast/ - /tifunasin/ 'vaca' - vaques (f)
A Ayt Seghrouchen la /a/ inicial s'elimina en molts substantius en singular, mentre que forma el plural i l'estat constructe de forma similar a com es fa a Ayt Ayache.

### Singular i plural
La marca principal de plural és /-n/. A més, els plurals poden implicar un canvi regular de prefix i sufix («plurals sonors»), un canvi de vocal intern («plurals trencats») o bé una combinació dels dos procediments.
Els substantius singulars masculins nadius (és a dir, no manllevats de l'àrab) solen començar amb /a(m)-/ en singular i fan «plurals sonors» amb /i-/, a més de /-n/ final.
Exemple:
/axam/ - /ixamn/ ‘tenda gran’ - ‘tendes grans' (masc.)
/amaziɣ/ - /imaziɣn/ ‘amazic’ - ‘amazics' (masc.)
El sufix /-n/ se sotmet a les següents regles d'assimilació:
- /-n/ + /-n/ > /-nː/ (a Ayt Ayache i Ayt Segrouchen)
- /-r/ + /-n/ > /-rː/ (només a Ayt Ayache)
- /-l/ + /-n/ > /-lː/) (només a Ayt Ayache)[6]

Els «plurals trencats» també prenen el prefix /i-/ en plural:
/asrdun/ - /isrdan/ ‘mula’ - ‘mules' (masc.)
/adaʃu/ - /iduʃa/ ‘sandàlia’ - ‘sandàlies' (masc.)
El femení natiu sol estar envoltat de /t...(t)/ (o /m...t/) en singular. Si té un «plural sonor», sol prendre el circumfix /t(i/u)...n/, mentre que si té un «plural trencat» només pren el prefix /ti-/.
Exemples de «plural sonor»:
/taxamt/ - /tixamin/ ‘tenda’ - ‘tendes' (fem.)
/tafunast/ - /tifunasin/ ‘vaca’ - ‘vaques' (fem.)
/tafust/ - /tifusin/ 'mà’ - ‘mans' (fem.)
Exemples de «plural trencat»:
/tagrtilt/ - /tigrtal/ ‘estora’ - ‘estores' (fem.)
/tamazirt/ - /timizar/ ‘propietat’ - ‘propietats' (fem.)

### Estat constructe
Per tal d'indicar la possessió (és a dir, per a formar el genitiu) o quan el subjecte d'un verb segueix al verb, els substantius es posen en estat constructe o estat d'annexió (oposat a l'«estat lliure», que seria l'habitual en els altres casos). L'estat constructe també és necessari per als substantius després de numerals i després d'algunes preposicions (amb algunes excepcions, com per exemple la preposició /ɣɾ/, ‘a’, que només requereix posar en estat constructe els substantius femenins), Finalment, també van en estat constructe els substantius darrera de la partícula presentativa i conjuntiva /d-/, ‘i’.
L'estat constructe es forma modificant el prefix, amb certes peculiaritats:
- En els substantius masculins:

/a-/ (inicial) > /u-, wː-, wa-/
/i-/ (inicial) > /i-, j-, ji-/
/u-/ (inicial) > /wu-/
- En els substantius femenins:

/ta-/ (inicial) > /t-/ (o, rarament, /ta-/)
/ti-/ (inicial) > /t-/ (o, rarament, /ti-/)
/tu-/ (inicial) > /tu-/
Exemples, en el parlar d'Ayt Ayache):
/babuxam/ (< /bab/ + /axam/) ‘cap de casa’
/ijːs ntslit/ (< /ij:s/ + /n/ + /tislit/) ‘el cavall de la núvia’

## Pronoms

### Pronoms possessius
L'ús dels sufixos possessius en tamazic reflecteix el de moltes altres llengües afroasiàtiques.
| Persona                                           | Pronom subjecte | Pronom subjecte | Sufix possessiu | Sufix possessiu | Pronom afixat al verb | Pronom afixat al verb | Pronom afixat al verb |
| ------------------------------------------------- | --------------- | --------------- | --------------- | --------------- | --------------------- | --------------------- | --------------------- |
| (Dialecte: AA = Ayt Ayache; AS = Ayt Seghrouchen) | AA              | AS              | AA              | AS              | AA                    | AS                    | AS                    |
| (Dialecte: AA = Ayt Ayache; AS = Ayt Seghrouchen) | AA              | AS              | AA              | AS              | AA                    | complement directe    | complement indirecte  |
| jo                                                | /nkː/           | /ntʃ ~ ntʃint/  | /-(i)nw/1       | /-(i)nw/1       | /i/                   | /i/                   | /i/                   |
| tu (masc.)                                        | /ʃɡː/           | /ʃkː ~ ʃkːint/  | /-nʃ/           | /-nːs/          | /aʃ/2                 | /aʃ/2                 | /ʃ/                   |
| tu (fem.)                                         | /ʃmː/           | /ʃmː ~ ʃmːint/  | /-nːm/          | /-nːm/          | /am/2                 | /am/2                 | /ʃm/                  |
| ell                                               | /ntːa/          | /ntːa ~ ntːan/  | /-ns/           | /-nːs/          | /as/2                 | /as/2                 | /t/                   |
| ella                                              | /ntːat/         | /ntːat/         | /-ns/           | /-nːs/          | /as/2                 | /as/2                 | /tː/                  |
| nosaltres (masc.)                                 | /nkʷːni/        | /ntʃni/         | /-nːɣ/          | /-nːx/          | /aɣ/2                 | /ax/                  | /ax/                  |
| nosaltres (fem.)                                  | /nkʷːni/        | /ntʃninti/      | /-nːɣ/          | /-nːx/          | /aɣ/2                 | /ax/                  | /ax/                  |
| vosaltres (masc.)                                 | /kʷnːi/         | /ʃnːi/          | /-nːun/         | /-nːun/         | /awn/2                | /awn/2                | /ʃun/                 |
| vosaltres (fem.)                                  | /kʷnːinti/      | /ʃnːinti/       | /-nːkʷnt/       | /-nːʃnt/        | /akʷnt/2              | /awnt ~ aʃnt/         | /ʃunt/                |
| ells                                              | /nitni/         | /nitni/         | /-nsn/          | /-nːsn/         | /asn/2                | /asn/2                | /tn/                  |
| elles                                             | /nitni/         | /nitnti/        | /-nsnt/         | /-nːsnt/        | /asnt/2               | /asnt/2               | /tnt/                 |

1. -inw s'utilitza quan el substantiu acaba en consonant
2. A Ayt Ayache, aquests pronoms tenen els al·lomorfs /-ʃ/, /-m/, /-s/, etc. després de preposició. Aquests muten després de /-d/ (p. ex. a /ad-/).

El parlar d'Ayt Seghrouchen té un conjunt especial de sufixos per a verbs transitius futurs (que es combinen amb el marcador de futur /ad-/):
|       | singular | singular | plural   | plural   |
| masc. | fem.     | masc.    | fem.     |          |
| ----- | -------- | -------- | -------- | -------- |
| 1a    | /adi-/   | /adi-/   | /adax-/  | /adax-/  |
| 2a    | /aʃː-/   | /asːm-/  | /aʃːun-/ | /aʃːun-/ |
| 3a    | /atː-/   | /adtː-/  | /atːn-/  | /atːnt-/ |

Els possessius independents es formen adjuntant els sufixos possessius a /wi-/, si l'objecte posseït és masculí, o /ti-/, per al femení, per exemple: /winw/ (‘el meu’).
Els termes de parentiu utilitzen sufixos possessius especials.
Els pronoms emfàtics es formen amb la paraula /nːit/, per exemple: /nkː nːit/ (‘jo mateix’).

### Pronoms demostratius
|       | Pròxim          | Pròxim          | Pròxim          | Pròxim          | Remot  | Remot  | Remot  | Remot    |
| ----- | --------------- | --------------- | --------------- | --------------- | ------ | ------ | ------ | -------- |
| sing. | sing.           | pl.             | pl.             | sing.           | sing.  | pl.    | pl.    |          |
| AA1   | AS2             | AA              | AS              | AA              | AS     | AA     | AS     |          |
| masc. | /wa/            | /wu/            | /wi/            | /inu/           | /wanː/ | /winː/ | /winː/ | /ininː/  |
| fem.  | /ta/            | /tu/            | /ti/            | /tinu/          | /tanː/ | /tinː/ | /tinː/ | /tininː/ |
| sufix | /-a/ 1 / /-u/ 2 | /-a/ 1 / /-u/ 2 | /-a/ 1 / /-u/ 2 | /-a/ 1 / /-u/ 2 | /-inː/ | /-inː/ | /-inː/ | /-inː/   |

1. Ayt Ayache
2. Ayt Seghrouchen

Quan s'afixa /-a/ / /-u/ / /-inː/ a un substantiu acabat en /a/ o /u/, s'afegeix /j/ epentètica, per exemple: /tabardaja/ (‘aquesta cadira’) < /tabarda/ + /-a/.
Existeixen altres sufixos deíctics: /-dːɣ/ (‘això’), /-nːa/ (‘això’), per exemple: /tadːartdːɣ/ (‘aquesta casa’) < /tadːart/ + /-dːɣ/; /tadːartnːa/ (‘aquella casa’) < /tadːart/ + /-nːa/.

## Verbs
Els verbs estan marcats pel temps, l'aspecte, el mode, la veu i la polaritat, i coincideixen en nombre, persona i gènere amb el subjecte.

### Temps i mode
A partir del pretèrit, que és la forma «bàsica» de l'arrel verbal, es deriven, amb afixos, els altres temps i modes. El futur es marca amb /ad-/, mentre el mode interrogatiu es marca amb /is-/ i el negatiu amb /ur-/.
El tamazic empra una construcció negativa bipartida. Per exemple, /uriffiɣ ʃa/ ‘no va sortir’ < /ur/ (marca de pretèrit negatiu) + /iffiɣ + /ʃa/ (marca de negació. Aquesta construcció aparentment hauria aparegut per influència de les varietats àrabs properes, en un procés comú conegut com el cicle de Jespersen. Es tracta d'un fenomen on un element postverbal (/ʃa/) es reanalitza com a marcador de negació, però que no funciona sol sinó que requereix el marcador de negació preverbal (/ur-/). Aquesta construcció és present en moltes varietats amazigues i s'hauria adoptat arreu per contacte amb l'àrab veí.
La negació estàndard va acompanyada d'un pronom indefinit negatiu, walu.
L'imperatiu es conjuga seguint aquest esquema:
|       |       | Ayt Ayache | Ayt Seghrouchen |
| ----- | ----- | ---------- | --------------- |
| sing. | sing. | /rwl/      | /rwl/           |
| pl.   | masc. | /rwlat/    | /rwlm/          |
| pl.   | fem.  | /rwlnt/    | /rwlnt/         |

### Marques de subjecte
El tamazic marca les persones de l'acció verbal mitjançant afixos.
| Persona | Persona | Persona | Ayt Ayache | Ayt Seghrouchen |
| ------- | ------- | ------- | ---------- | --------------- |
| sing.   | 1a      | 1a      | /...-ɣ/    | /...-x/         |
| sing.   | 2a      | 2a      | /t-...-d/  | /t-...-t/       |
| sing.   | 3a      | masc.   | /i-.../    | /i-.../         |
| sing.   | 3a      | fem.    | /t-.../    | /t-.../         |
| pl.     | 1a      | 1a      | /n-.../    | /n-.../         |
| pl.     | 2a      | masc.   | /t-...-m/  | /t-...-m/       |
| pl.     | 2a      | fem.    | /t-...-nt/ | /t-...-nt/      |
| pl.     | 3a      | masc.   | /...-n/    | /...-n/         |
| pl.     | 3a      | fem.    | /...-nt/   | /...-nt/        |

Aquesta és la conjugació del verb /dawa/ ‘curar’, ‘tenir cura’, en pretèrit i pretèrit negatiu (en el dialecte d'Ayt Ayache):
| Persona | Persona | Persona | Afirmativa | Negatiu     |
| ------- | ------- | ------- | ---------- | ----------- |
| sing.   | 1a      | 1a      | /dawaɣ/    | /uɾdawaɣ/   |
| sing.   | 2a      | 2a      | /tdawad/   | /uɾtdawad/  |
| sing.   | 3a      | masc.   | /idawa/    | /uɾidawa/   |
| sing.   | 3a      | fem.    | /tdawa/    | /uɾtdawa/   |
| pl.     | 1a      | 1a      | /ndawa/    | /uɾndawa/   |
| pl.     | 2a      | masc.   | /tdawam/   | /uɾtdawam/  |
| pl.     | 2a      | fem.    | /tdawant/  | /uɾtdawant/ |
| pl.     | 3a      | masc.   | /dawan/    | /uɾdawan/   |
| pl.     | 3a      | fem.    | /dawant/   | /uɾdawant/  |

### Marc satèl·lit
El tamazic és una llengua de marc satèl·lit. El mode del moviment s'expressa amb partícules verbals de direcció: el sufix /d/ (/dː/ en Ayt Seghrouchen) per indicar proximitat (‘cap aquí’) i el sufix /nː/ per indicar llunyania (‘cap allà’). Per exemple: /dːu/ ‘anar’, produeix /i-dːa/ ‘(ell) va anar’, /i-dːa-d/ ‘(ell) va venir’ (‘(ell) va anar cap aquí’), /i-dːa-nː/ ‘(ell) va anar cap allà’.

### Derivació verbal
A partir de les arrels verbals bàsiques es poden crear formes verbals derivades causatives, recíproques, recíproques-causatives, passives o habituals.
Les formes causatives es deriven afegint el prefix /s(ː)-/ a arrels verbals no augmentades.
/ħudr/ ‘doblegar’ > /sħudr/ ‘fer doblegar’
Les formes recíproques es formen amb el prefix /m(ː)-/ i les recíproques-causatives amb /-m(ː)s-/, de vegades amb canvi intern.
/sal/ ‘preguntar’ > / mːsal/ ‘preguntar-se’
/ʕum/ ‘nedar’ > /mːsʕum/
Les passives es formen amb el prefix /tːu-/.
/ħnːa/ 'compadir' > / tːuħnːa/ ‘éser compadit’
Les formes habituals es deriven bé afegint el prefix /tː-/ (de vegades amb canvi intern) a arrels verbals no augmentades i recíproques o recíproques-causatives, bé infixant una vocal en formes causatives, bé infixant una vocal opcional en formes passives:
/fa/ 'badallar'> /tːfa/
/ħudr/ ‘doblegar’ > /sħudr/ ‘fer doblegar’ > /sħudur/
/ʕum/ ‘nedar’ > /mːsʕum/ > / tːmːsʕum/
/bdr/ ‘mencionar’ > /tːubdr/ ‘ser mencionat’ > /tːubdar/

### Col·locació dels pronoms i les partícules respecte al verb
Els pronoms i altres partícules s'uneix al verb per clisi, generalment darrera del verb, amb l'objecte indirecte precedint l'objecte directe, per exemple /izn-as-t/ ‘li'l va vendre’ < /izn/ (va vendre) + /as/ (pronom 3a singular OD) + /t/ (pronom 3a singular OI).

### Còpula nul·la
El tamazic també posseeix una còpula nul·la o còpula zero, és a dir construccions en què subjecte i predicat no requereixen un verb que en marqui la relació. Aquesta situació es marca amb les partícules /ɡ/, en el dialecte d'Ayt Ayache, i /iʒ/, en el d'Ayt Seghrouchen. Aquesta partícula, pot ser traduïda en català pel verb «ésser» i s'empra especialment en estructures precedides pel relatiu /aj/ ‘que, qui’.

### Ablaut
L'ablaut o alternància vocàlica és present en alguns verbs. En el parlar d'Ayt Ayache, l'ablaut només apareix en pretèrit i/o pretèrit negatiu. Els tipus d'ablaut inclouen Ø:i/a, Ø:i i a:u, que poden anar acompanyats de metàtesi. En el parlar d'Ayt Seghrouchen, els tipus d'ablaut inclouen Ø:i (en pretèrit negatiu), i/a, i/u, au i ai.

### Préstecs de l'àrab
El tamazic ha pres molts préstecs de l'àrab que s'han integrat plenament al lèxic verbal tamazic, funcionant com les arrels natives, patint fins i tot, en alguns casos, ablaut.

## Adjectius
Els adjectius, quan modifiquen un nom, s'indiquen després d'aquest, i hi coincideixen en nombre i gènere:
/argaz amʕdur/ ‘l'home insensat’ (lit. ‘un home insensat’)
/tamtˤot tamʕdurt/ ‘la dona insensata’
/irgzen imʕdar/ ‘els homes ximples'
/tajtʃin timʕdar/ ‘les dones ximples'
Els adjectius també poden aparèixer sols. En aquest cas funcionen com un predicat.
Pràcticament tots els adjectius tenen també una forma verbal utilitzada amb finalitats predicatives, que es comporta igual que un verb normal:
/i-mmuʕdr urgaz/ ‘l'home és ximple’ (lit. ‘(marca 3a persona masc. sing.)-ximple home’)
/argaz i-mmuʕdr-n/ ‘l'home ximple’ (utilitzant un verb no finit)
Tenint en compte això, els adjectius poden classificar-se com un subconjunt de verbs que a més tenen altres característiques no verbals. Tanmateix, Penchoen (1973:21) argumenta que en realitat són substantius.

## Partícules

### Preposicions
Les preposicions /xf/ ('sobre'), /qbl/ ('abans'), /ɣɾ/ ('a') i /ɡ/ ('fins a') poden prendre sufixos pronominals.
Algunes preposicions requereixen que el substantiu que les segueix estigui en estat constructe, mentre que d'altres no.
| preposició   | significat         |
| ------------ | ------------------ |
| /ɣɾ/ 1       | ‘a’                |
| /i/          | ‘a’                |
| /j/          | ‘en’               |
| /s/          | ‘amb’              |
| /amː/        | ‘com’              |
| /xf/         | ‘sobre’            |
| /zy/         | ‘de’ (procedència) |
| /d/          | ‘amb’              |
| /n/          | ‘de’ (possessió)   |
| /dːaw/       | ‘sota’             |
| /inɡɾ ~ nɡɾ/ | ‘entre’            |

1. Només requereix estat constructe si el substantiu següent és en femení.

| tamazic | significat |
| ------- | ---------- |
| /s/     | ‘a’        |
| /qbl/   | ‘abans'    |
| /bʕd/   | ‘després'  |
| /bla/   | ‘sense’    |
| /aɾ/    | ‘fins a’   |
| /alː/   | ‘fins a’   |

La preposició /n/ (‘de’) és enclítica respecte del nom que acompanya, el qual s'ha de posar en estat constructe, i s'assimila a algunes consonants inicials. Esdevé /l/ abans de substantius amb /l/ inicial; /w/ amb de /a/ inicial, i /j/ abans de /i/ inicial. En general crea són geminats més que no pas doblar el fonema, per exemple: /ʃa lːħlib/ ‘una mica de llet’).
En els substantius amb /a/ inicial aquesta pot desaparèixer quan segueix el mot /ʃa/ ‘una mica de’, per exemple /ʃa wksum/ (< |ʃa n aksum|) ‘una mica de carn’, però en altres casos no, seguint les normes habituals de l'estat constructe, per exemple /ʃa wːataj/ (< |ʃa n ataj|) ‘una mica de te’.

### Conjuncions
La conjunció /d/ ‘i’ requereix estat constructe als elements que la segueixen. La conjunció s'assimila si la paraula que la segueix començ amb /t/, per exemple /aɣjul tːfunast/ ‘l'ase i la vaca’.
Altres conjuncions inclouen:
| Ayt Ayache       | Ayt Seghrouchen | significat            |
| ---------------- | --------------- | --------------------- |
| /lːij/           | /zɡːa/          | ‘quan’, ‘mentre’      |
| /ɣas anːaxf ɣas/ | /xas/, /adinx/  | ‘tan aviat com’       |
| /aj/             | /aj/, /din/     | ‘qui’, ‘quin’         |
| /akʷːma/         | /akːadin/       | ‘qualsevol’ (objecte) |
| /akʷːmani/       | /akːmani/       | ‘allà on’             |
| /akʷːmilmi/      |                 | ‘sempre que’          |
| /akʷːanːa/       |                 | ‘qualsevol’ (objecte) |
| /akʷːunːa/       |                 | ‘qualsevol’ (persona) |
| /d/              | /d/             | ‘i’                   |
|                  | /d/             | ‘amb’                 |

## Numerals

### Números cardinals
Els primers números cardinals (de l'1 al 3 a Ayt Ayache, de l'1 al 2 a Ayt Seghrouchen) tenen formes natives amazigues i formes àrabs manllevades. Els números àrabs només s'utilitzen per enumerar i per a la producció de nombres més alts quan es combinen amb les desenes.
| Número | Número | Forma autòctona | Forma autòctona | Forma manllevada de l'àrab |
| Número | Número | Ayt Ayache      | Ayt Seghrouchen | Forma manllevada de l'àrab |
| ------ | ------ | --------------- | --------------- | -------------------------- |
| 1      | masc.  | /jun/           | /idʒ/           | /waħd/                     |
| 1      | fem.   | /jut/           | /iʃt/           | /waħd/                     |
| 2      | masc.  | /sin/           | /snat/          | /tnajn/                    |
| 2      | fem.   | /snat/          | /snat/          | /tnajn/                    |
| 3      | masc.  | /ʃɾad/          | /tlata/         | /tlata/                    |
| 3      | fem.   | /ʃɾatː/         | /tlata/         | /tlata/                    |

Tots els números cardinals superiors són manllevats de l'àrab. Aquesta circumstància és coherent amb dos universals lingüístics; per un costat, que els nombres de l'1 al 3 són molt més propensos a ser retinguts i, per l'altre, que un nombre prestat generalment implica que també es prenguin en préstec nombres més grans que aquest. La retenció del número u també està motivada pel fet que les llengües amazigues utilitzen gairebé universalment la unitat com a determinant.
Els números del 3 al 9 tenen formes especials apocopades, utilitzades abans de les paraules /snin/ (‘anys'), /mjːa/ (‘100’), /alaf/ (‘1.000’) i /mlajn/ (‘milions'), per exemple /sbʕ snin/ (‘7 anys'; sense la preposició /n/).
| Número | General   | Apocopat |
| ------ | --------- | -------- |
| 3      | (/tlata/) | /tlt/    |
| 4      | /ɾˠbʕa/   | /ɾˠbʕ/   |
| 5      | /xmsa/    | /xms/    |
| 6      | /stːa/    | /stː/    |
| 7      | /sbʕa/    | /sbʕ/    |
| 8      | /tmanɾa/  | /tmn/    |
| 9      | /tsʕa/    | /tsʕ/    |

Els nombres de l'11 al 19 només acaben en /-ɾ/ abans de les paraules /ʕam/ (‘any’) i /alf/ (‘mil’; sense la preposició /n/).
| 10 | /ʕʃɾˠa/                 |
| 11 | /ħ daʕʃ(ɾ)/             |
| 12 | /tnaʕʃ(ɾ)/              |
| 13 | /tltˠaʕʃ(ɾ)/            |
| 14 | /ɾˠbʕtˠaʕʃ(ɾ)/          |
| 15 | /xmstaʕʃ/ / /xmstˠaʕʃɾ/ |
| 16 | /stːaʕʃ/ / /stˠːaʕʃɾ/   |
| 17 | /sbʕtˠaʕʃ(ɾ)/           |
| 18 | /tmntaʕʃ/tmntˠaʕʃɾ/     |
| 19 | /tsʕtˠaʕʃ(ɾ)/           |

/mjːat/ és usat exclusivament per a ‘100’ després de /alf/ (‘1.000’) o de /ʕam/ (‘any’; sense la preposició /n/). Cal tenir en compte també les formes duals i /ʒuʒ mlajn/ per a ‘2.000.000’.
| 20 | /ʕʃɾin/         |
| 21 | /waħ d uʕʃɾin/  |
| 22 | /tnajn uʕʃɾin/  |
| 23 | /tlata wʕʃɾin/  |
| 24 | /tsʕa wʕʃɾin/   |
| 30 | /tlatin/        |
| 31 | /waħ d utlatin/ |
| 37 | /sbʕa wtlatin/  |
| 40 | /ɾˠbʕin/        |
| 50 | /xmsin/         |
| 60 | /stːin/         |
| 70 | /sbʕin/         |
| 80 | /tmanin/        |
| 90 | /tsʕin/         |

| 100 | /mjːa(t)/               |
| 154 | /mjːa wɾbʕa uxmsin/     |
| 200 | /mitajn/                |
| 231 | /mitajn uwaħ d utlatin/ |
| 300 | /tlt mjːa/              |
| 400 | /ɾˠbʕ mjːa/             |
| 500 | /xms mjːa/              |
| 600 | /stː mjːa/              |
| 700 | /sbʕ mjːa/              |
| 800 | /tmn mjːa/              |
| 900 | /tsʕ mjːa/              |

| 1000          | /alf/            |
| 2000          | /alfajn/         |
| 3000          | /tlt alf/        |
| 4000          | /ɾˠbʕ alf/       |
| 6000          | /stː alf/        |
| 10.000        | /ʕʃɾˠ alaf/      |
| 14.000        | /ɾˠbʕtˠaʕʃɾ alf/ |
| 100.000       | /mjːat alf/      |
| 200.000       | /mitajn alf/     |
| 1.000.000     | /mljun/          |
| 2.000.000     | /ʒuʒ mlajn/      |
| 40.000.000    | /ɾˠbʕin mljun/   |
| 1.000.000.000 | /mljaɾ/          |

Els números cardinals precedeixen el substantiu al qual modifiquen, connectats per la preposició /n/ (opcional per al número 1).
La proclitització de /n/ provoca canvis fonològics a /jun/, /jut/ i /sin/, que esdevenen les formes proclítiques /ju-/ i /si-/, per exemple /julːʕil/ (‘un noi’), /jutːɾbatː ~ jut ntɾbatː/ (‘una noia’), /siwːaɾːjalː/ (‘dos rials').
Quan els numerals es refereixen a diners, es pot utilitzar /qːlː/ (‘menys') i /ɣiɾ/ (‘excepte’) per a formar-los, per exemple: /mjːa qːlː ʕʃɾˠa/ (‘90’ < ‘100 menys 10’), /mjːa ɣiɾ ʕʃɾˠa/ (‘90’ < ‘100 excepte 10’), /mitajn qːlː ʕʃɾin/ (‘180’ < ‘200 menys 20’), /mitajn ɣiɾ xmsa/ (‘195’ < ‘200 excepte 5’).
Els substantius que segueixen els numerals requereixen estar en estat constructe.

### Numerals ordinals
L'expressió «el primer» és l'única que no deriva d'una arrel cardinal i que flexiona en nombre:
| ‘el primer’ | singular     | plural     |
| ----------- | ------------ | ---------- |
| masc.       | /amzwaɾu/    | /imzwura/  |
| fem.        | /tamzwaɾutː/ | /timzwura/ |

A partir de «segon», els ordinals es formen prefixant /wisː-/ al masculí i /tisː-/ al femení (utilitzant les formes natives amazigues per als números 2 i 3).

### Fraccions
Hi ha termes exclusius per indicar algunes fraccions, tot i que també es poden emprar els ordinals masculins a partir d'1/4.
| tamazic             | significat |
| ------------------- | ---------- |
| /amnasˠf/, /azin/ 1 | ‘1/2’      |
| /tːulut/            | ‘1/3’      |
| /ɾˠːubuʕ/           | ‘1/4’      |
| /lxumus/            | ‘1/5’      |
| /sːudus/            | ‘1/6’      |
| /tːumun/            | ‘1/8’      |
| /lʕuʃuɾˠ/           | ‘1/10’     |

1. /amnasˠf/ es pot usar tant en el dialecte d'Ayt Ayache com en el d'Ayt Seghrouchen, mentre que /azin/ és específic del segon.

## Sintaxi
L'ordre de les frases sol ser VS (verb + subjecte [en estat constructe]), però també s'empra l'estructura SV (subjecte [en estat lliure] + verb), per exemple:
/ifːɣ umaziɣ/ ‘va marxar l'amazic’
/amaziɣ ifːɣ/ ‘l'amazic va marxar’
El tamazic mostra un comportament pro-drop, és a dir tendent a ometre els pronoms que gramaticalment es poden inferir.

### Interrogació
Les interrogatives parcials sempre es formen com a frases escindides i això implica que no poden existir dues interrogacions en una mateixa frase, és a dir que gramaticalment no existeix un equivalent per a una frase com «qui va veure què?».
L'escissió, la relativització i la interrogació parcial en tamazic produeixen en tamazic el que s'anomena un «efecte anti-concordança», de manera similar a com passa en taixelhit. És a dir, que el verb no concorda els relatius. En amazic, el prefix femení singular /t-/ desapareix quan el subjecte és una frase de relatiu, tot i que només amb els verbs afirmatius.